# Xylocopa clarionensis
Xylocopa clarionensis là một loài Hymenoptera trong họ Apidae. Loài này được Hurd mô tả khoa học năm 1958.